# Albert Gaumitz
Friedrich Albert Gaumitz (* 15. August 1897 in Trebsen/Mulde; † unbekannt) war ein deutscher Parteifunktionär (NSDAP), Bezirksoberschulrat und Direktor der Hochschule für Lehrerbildung in Leipzig.

## Leben
Gaumitz trat zum 6. Juli 1925 der NSDAP im Gau Sachsen bei (Mitgliedsnummer 9.380), die ihn im Oktober 1934 zum Kreisleiter von Oelsnitz/Vogtl. ernannte, nachdem der bisher vom Kreisleiter Martin Jordan geleitete NSDAP-Kreis Obervogtland in die beiden Kreise Auerbach/Vogtl. mit Martin Jordan an der Spitze und Oelsnitz aufgeteilt wurde.
Außerdem war Gaumitz SA-Obersturmbannführer und Gauredner.
Im April 1935 ernannte ihn Martin Mutschmann in Ausführung der Deutschen Gemeindeordnung zum Beauftragten der NSDAP für den Kreis Oelsnitz.
Im August 1936 wurde Albert Gaumitz durch den Gaugeschäftsführer Müller zum neuen Kreisleiter von Borna ernannt und löste dort den Kreishauptmann Walter Dönicke ab, der kommissarisch den Kreisleiter-Posten bekleidet hatte. Hingegen wurde Walter Karl Spindler der Nachfolger von Gaumitz als Kreisleiter in Oelsnitz.
Da Albert Gaumitz Bezirksoberschulrat war und der bisherige kommissarische Leiter der Hochschule für Lehrerbildung seines Amtes entbunden wurde, wurde er im Oktober 1936 als neuer Direktor dieser Hochschule vorgesehen. Die feierliche Diensteinweisung erfolgte im Februar 1937 durch den sächsischen Reichsstatthalter Martin Mutschmann. Aufgrund der im Oktober 1937 verordneten Trennung der Personalunion der Kreisleiter mit hauptamtlichen staatlichen oder kommunalen Stellen im Gau Sachsen legte Gaumitz seine Funktion als Kreisleiter nieder und widmete sich ausschließlich seinem Beruf als Leiter der Hochschule für Lehrerbildung in Leipzig. In Borna wurde daraufhin Hermann Gerischer aus Pirna neuer Kreisleiter.
1942 führte Gaumitz bereits den Professor-Titel, der ihm im August 1939 von Adolf Hitler verliehen wurde. 1944 wird er als Professor an der Lehrerinnenbildungsanstalt Leipzig bezeichnet, da die Hochschule für Lehrerbildung 1942 aufgelöst worden war.

## Schriften (Auswahl)
- Adolf Bartels und der Rassengedanke. In: Adolf Bartels. Festgabe zum 80. Geburtstag. Drittes Bartels-Jahrbuch, 1942.